# Artaxias II
Artaxias II (còn gọi là Artaxes hoặc Artashes, Tiếng Ác-mê-ni: Արտաշես Երկրորդ) (cai trị 34-TCN - 20 TCN) là vua của Armenia,và là con trai cả của Artavasdes II. Ông đã đoạt lấy ngai vàng sau khi cha của ông trở thành tù nhân của Marcus Antonius.Sau chiến dịch ngắn ngủi không thành công của mình chống lại người La mã, ông bị buộc phải tới Parthia.Tuy nhiên, với sự hỗ trợ của người Parthia, ông đã trở lại Armenia và cũng thành công trong chiến tranh chống lại Artavasdes của Media, một kẻ thù của cha ông.Ông còn hành quyết tất cả người La mã nào mà ông bắt được trong biên giới của ông.Hậu quả của hành động này là khi Artaxias gửi những phái viên tới Roma để cố gắng giải thoát những người thân của ông đang bị người La mã giam giữ,Caesar Augustus từ chối ông ta.
Vào năm 20 TCN, người  Armenians gửi một thông điệp tới Augustus nói với ông rằng họ không còn muốn Artaxias là vua của họ, và muốn em trai của ông ta Tigranes (đang còn bị người La mã giam giữ) được thay vị tí của ông ta.Augustus sẵn sàng đồng ý, và gửi một đội quân lớn dưới quyền  Tiberius để lật đổ Artaxias.Tuy nhiên, trước khi họ đến, Artaxias đã bị ám sát bởi những người thân cận của mình và người La mã đưa Tigranes lên ngôi.